# Hrádek (Hradec Králové)
Hrádek é uma comuna checa localizada na região de Hradec Králové, distrito de Hradec Králové‎.